# Ruta 43 (Bolivien)
Die Ruta 43 ist eine Nationalstraße im südamerikanischen Andenstaat Bolivien.

## Streckenführung
Die Straße hat eine Länge von 176 Kilometern und verläuft auf dem bolivianischen Altiplano, aus der Region La Paz im Osten bis zum Hochgebirgsrücken der Cordillera Occidental im Westen.
Die Ruta 43 verläuft von Nordosten nach Südwesten im südlichen Teil des Departamento La Paz. Die Straße beginnt bei der Stadt Viacha, etwa 35 Kilometer südwestlich von La Paz, als Abzweig der Ruta 19. Die Ruta 43 führt zuerst in westlicher, dann in südwestlicher Richtung durch die menschenarme Region des bolivianischen Hochlandes und endet an der Grenzstation Hito IV an der Grenze zu Peru.
Die ersten 39 Kilometer der Ruta 43 (bis Chama) sind asphaltiert, der Rest der Strecke wird gerade asphaltiert (Stand 2018).

## Geschichte
Die Straße ist mit Ley 3441 vom 19. Juli 2006 zum Bestandteil des bolivianischen Nationalstraßennetzes Red Vial Fundamental erklärt worden.

## Streckenabschnitte im Departamento La Paz

### Provinz Ingavi
- km 000: Viacha

### Provinz Los Andes
- km 014: Capiri

### Provinz Ingavi
- km 039: Chama
- km 065: Nazacara de Pacajes
- km 066: Nazacara
- km 088: San Andrés de Machaca
- km 115: Santiago de Machaca
- km 152: Catacora
- km 176: Hito IV